# Lulu Vroumette
 (août 2016).
Si vous disposez d'ouvrages ou d'articles de référence ou si vous connaissez des sites web de qualité traitant du thème abordé ici, merci de compléter l'article en donnant les références utiles à sa vérifiabilité et en les liant à la section « Notes et références ».
Lulu Vroumette est une série télévisée d'animation en 104 épisodes de 13 minutes, en 2 saisons produite par Mondo TV France, réalisée par Charles Sansonetti, adaptée des livres pour enfants de Daniel Picouly et Frédéric Pillot.
La série est diffusée sur France 5 dans Zouzous en 2010 et la saison 2 en 2013 et rediffusée sur TiJi et Piwi+. En Belgique, elle est diffusée sur OUFtivi.

## Synopsis
Le personnage principal est Lulu, avec ses copains : Rien-Ne-Sert, Frou Frou, Ni-Oui, Belotte, Rebelotte, Blaise et Chantefaux (nouveau personnage Qui-Sait-Tout, qui apparaîtra dans la saison 3), la nature c'est leur cour de récré.

## Personnages
- Lulu, la tortue
- Rien-Ne-Sert, le lièvre
- Belote et Rebelote, les belettes
- Blaise, le blaireau
- Frou-Frou, la chouette
- Ni-Oui, le hérisson
- Chante-Faux, le rossignol
- La maîtresse, l'oie
- Brico, le castor
- Qui-Sait-Tout, le hibou

## Liste des épisodes

### Saison 1 (2010-2011)
1. Mystère et carapace
2. L'Œuf de Lulu
3. Capitaine Lulu
4. Jalousie
5. À la belle étoile
6. Rien ne sert de courir
7. La Maîtresse a disparu
8. La Course au trésor
9. Les Pierres de la maîtresse
10. Le Secret de l'herbier volant
11. La Constellation du hérisson
12. La Peur du lièvre
13. Même pas peur
14. Le Blues de Froufrou
15. Secret d'amis
16. Les Pierres du passé
17. Chasseurs de miel
18. Autant en emporte le vent
19. Le Magicien de la lune
20. Qui perd gagne
21. Votez pour moi
22. Un ami extraordinaire
23. La grande frousse
24. P'tit Cœur amoureux
25. Un et un font deux
26. Jeu de piste
27. Dodo le blaireau
28. Le Trèfle à quatre feuilles
29. Les bons voisins
30. Mauvaise graine
31. Extinction de voix
32. Les envahisseurs
33. Le Troc
34. Le grand scoop
35. Plaisir d'offrir
36. Un cœur qui bat
37. Les Feux de l'amour
38. Le Perce-neige
39. Le Portrait de la maîtresse
40. Au gui l'an neuf
41. Mon petit coin de paradis
42. La Malédiction du bonhomme de neige
43. Le Trésor de l'arc-en-ciel
44. Auprès de mon arbre
45. L'Orchestre des bois
46. Au loup
47. Bonne mémoire
48. Silence, on tourne
49. Pépins de citrouille
50. La Nuit de la lune rousse
51. À vos souhaits
52. C'est le bouquet

### Saison 2 (2013-2014)
1. Le Monstre de la vieille tour
2. Le Secret de Qui-Sait-Tout
3. Dur dur le Doudou
4. Quand c'est l'heure, c'est l'heure
5. Une histoire de fou
6. Boîte à secrets
7. Faut pas le dire
8. Chambre à part
9. À vos places !
10. Zéro défaut
11. Il pleut, il mouille !
12. Hululette
13. La Malédiction de la châtaigne
14. Les Petits Robinsons
15. Le Monstre de l'étang
16. Huit petits choux
17. Les Mousquetaires de la prairie
18. Vacances, j'oublie tout
19. Pas OK, le hoquet
20. Space Fantôme
21. Les Rois de la glisse
22. Un potager en or
23. Mon cher journal
24. La Lettre du moulin
25. La Plante qui danse
26. La Folie des boubouzes
27. Bras cassé
28. Vue du ciel
29. Artistes en herbe
30. Le bon cadeau
31. C'est pas sourcier
32. La bonne étoile
33. Rencontre d'automne
34. Meilleur ami
35. Ephémères
36. Trac trac
37. Clair comme du cristal
38. Les Perles de l'hiver
39. Rosalie
40. Barbe Blanche
41. Le Bonheur des autres
42. Le Chouchou
43. Un papillon en hiver
44. Jusqu'au bout des plumes
45. La Maîtresse s'en va
46. Quiz de l'eau
47. Club nature
48. Quand je serai grand
49. Le Nouveau
50. Aujourd'hui, on danse !
51. Le Jour le plus chouette
52. Bisou, bisou !

## Crédits
- Réalisateurs : Charles Antoine Sansonetti et Matthieu Cordier
- Producteur : Eve Baron-Charlton
- Directeur des productions : Thierry Pinardaud
- Conseillère Financière et Juridique : Sylvie Mahé
- Chargé de production : Guillaume Dubois
- Administration de production : Gilles Cochery
- Assisté de Virginie Hebert
- Bible littéraire : Catherine Cuenca
- Directrices d’écriture : Sophie Decroisette et Héloise Cappoccia
- Monteuse Image : Julie Sellier
- Supervision postproduction son et Mixage : Charlie VDE
- Musique originale de Félix Le Bars
- Montage musique : Rafael-Dario Le Bars

## Distribution
- Dorothée Pousséo : Lulu
- Céline Ronté : Rien-Ne-Sert
- Fily Keita : Frou-Frou, Belote, Rebelote
- Nathalie Homs : Blaise
- Caroline Combes puis Magali Rosenzweig : Ni-Oui
- Arthur Pestel : Chante-Faux
- Patrick Cohen puis Michel Bedetti : Brico
- Patrice Dozier : Qui-Sait-Tout
- Brigitte Lecordier : la maîtresse